# Olimpíada de xadrez de 1980
A Olimpíada de xadrez de 1980 foi a 24.ª edição da Olimpíada de Xadrez organizada pela FIDE, realizada em Valeta entre os dias 20 de novembro e 6 de dezembro. A equipe da União Soviética (Anatoly Karpov, Lev Polugaevsky, Mikhail Tal, Efim Geller, Yuri Balashov e Garry Kasparov) venceu a competição, seguidos da Hungria (Lajos Portisch, Zoltán Ribli, Gyula Sax, István Csom, Iván Faragó e József Pintér) e da Iugoslávia (Ljubomir Ljubojević, Borislav Ivkov, Bruno Parma, Bojan Kurajica, Slavoljub Marjanović e Predrag Nikolić). A nona edição da Olimpíada de xadrez para mulheres foi realizada em conjunto. A equipe da União Soviética (Maia Chiburdanidze, Nona Gaprindashvili, Nana Alexandria e Nana Ioseliani) conquistou novamente a medalha de ouro, seguidos da Hungria (Zsuzsa Verőci, Mária Ivánka, Mária Porubszky-Angyalosine e Tünde Csonkics) e Polônia (Hanna Ereńska-Radzewska, Grażyna Szmacińska, Małgorzata Wiese e Agnieszka Brustman).

## Quadro de medalhas

### Masculino
| Tabuleiro | Ouro                               | Prata                                                                             | Bronze               |
| 1.º       | IVB William Hook                   | KEN Kanani Saifudin                                                               | PHI Eugenio Torre    |
| 2.º       | FIN Yrjö Rantanen                  | USA Yasser Seirawan                                                               | BER Harris Derek     |
| 3.º       | MEX José Félix Villarreal          | POL Adam Kuligowski IND Mohamed Rafiq Khan                                        |                      |
| 4.º       | HUN István Csom                    | URS Efim Geller SWE Harry Schussler NED Christian Langeweg BEL Johan Goormachtigh |                      |
| 1.º res   | URS Yury Balashov NOR Bjørn Tiller |                                                                                   | DEN Jacob Øst-Hansen |
| 2.º res   | YUG Predrag Nikolić                | MLT Andrew Borg                                                                   | URS Garry Kasparov   |

### Feminino
| Tabuleiro | Ouro                    | Prata                           | Bronze                      |
| 1.º       | URS Maia Chiburdanidze  | HUN Zsuzsa Verőci-Petronić      | POL Hanna Ereńska-Radzewska |
| 2.º       | URS Nona Gaprindashvili | HUN Mária Ivánka                | GER Barbara Hund            |
| 3.º       | ROM Daniela Nutu        | HUN Mária Porubszky-Angyalosine | YUG Tereza Štadler          |
| res       | URS Nana Ioseliani      | POL Agnieszka Brustman          | ISR Lea Nudelman            |